# Tom Cecic
Tom Cecic (Croazia, 18 agosto 1941) è un ex calciatore jugoslavo naturalizzato statunitense, di ruolo difensore.

## Carriera

### Club
Nato in Croazia ma trasferitosi negli Stati Uniti d'America militò per vari club americani.
Dopo aver militato nel Chicago Maroons, nel Chicago Sparta e nel Chicago Olympic passò nella stagione 1968 ai Chicago Mustangs, raggiungendo il secondo posto della Lakes Division.
Successivamente militò nella stagione 1973 con i Miami Toros, giocandovi un solo incontro e terminando l'anno all'ultimo posto della Eastern Division.

### Nazionale
Nativo della Croazia, Cecic assunse la nazionalità statunitense potendo così militare nella nazionale di calcio degli Stati Uniti d'America, vestendo la maglia degli The Stars & Stripes in una occasione. L'unico incontro che disputò fu l'amichevole, pareggiata per 3 a 3, contro Israele del 15 settembre 1968, subentrando ad Adolph Bachmeier.

#### Cronologia presenze e reti in Nazionale
| Cronologia completa delle presenze e delle reti in nazionale ― Stati Uniti | Cronologia completa delle presenze e delle reti in nazionale ― Stati Uniti | Cronologia completa delle presenze e delle reti in nazionale ― Stati Uniti | Cronologia completa delle presenze e delle reti in nazionale ― Stati Uniti | Cronologia completa delle presenze e delle reti in nazionale ― Stati Uniti | Cronologia completa delle presenze e delle reti in nazionale ― Stati Uniti | Cronologia completa delle presenze e delle reti in nazionale ― Stati Uniti | Cronologia completa delle presenze e delle reti in nazionale ― Stati Uniti |
| Data                                                                       | Città                                                                      | In casa                                                                    | Risultato                                                                  | Ospiti                                                                     | Competizione                                                               | Reti                                                                       | Note                                                                       |
| -------------------------------------------------------------------------- | -------------------------------------------------------------------------- | -------------------------------------------------------------------------- | -------------------------------------------------------------------------- | -------------------------------------------------------------------------- | -------------------------------------------------------------------------- | -------------------------------------------------------------------------- | -------------------------------------------------------------------------- |
| 15-9-1968                                                                  | New York                                                                   | Stati Uniti                                                                | 3 – 3                                                                      | Israele                                                                    | Amichevole                                                                 | -                                                                          | Ingresso                                                                   |
| Totale                                                                     |                                                                            | Presenze                                                                   | 1                                                                          |                                                                            | Reti                                                                       | 0                                                                          |                                                                            |